# Lycée Santos-Dumont
Le lycée Santos-Dumont est un établissement public local d'enseignement français situé à Saint-Cloud dans le département des Hauts-de-Seine et dans l'académie de Versailles. Lycée professionnel et technologique, labellisé lycée des métiers, il est consacré aux métiers de l'hôtellerie, de la gestion et du commerce,

## Historique
Situé dans le périmètre du parc de Saint-Cloud, sur le site classé « du bois de Saint-Cloud et de l'étang de Villeneuve », à l'emplacement occupé jusque dans les années 1950 par la ferme-haras de la Porte Jaune, il trouve son origine dans le collège d'enseignement technique (CET) créé à Saint-Cloud en 1967, lui-même issu du collège d'enseignement général (CEG) installé au sein du collège d'enseignement secondaire (CES) Gounod, à Saint-Cloud, en 1964.
Ce collège est installé dans l'ancien lycée américain qui a scolarisé, de 1955 à 1967 les enfants des militaires de l'Organisation du traité de l'Atlantique nord (OTAN). Quand la France a quitté le commandement intégré de l'OTAN, le lycée a été divisé en deux. La partie est a accueilli un CET spécialisé dans les métiers du secrétariat et de la dactylo. La partie ouest a été donnée à l'American School of Paris, école privée américaine jusqu'alors installée à Louveciennes.

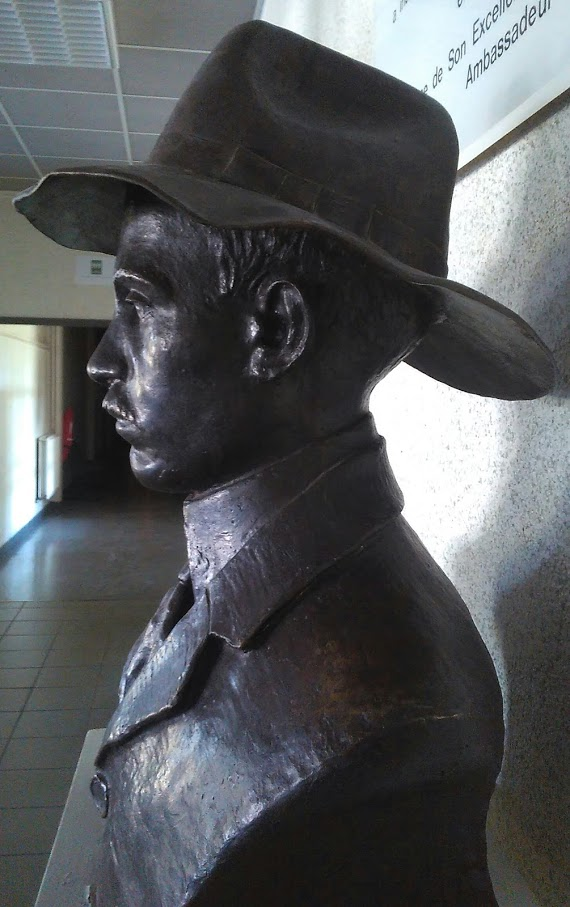
Buste de Santos Dumont offert par le Brésil au lycée en 1973.

À la rentrée 1971, le CET pris le nom de l'aviateur Alberto Santos-Dumont, en hommage aux exploits de l'inventeur aéronautique franco-brésilien qui s'élançait avec ses machines volantes, au début du XXe siècle depuis les coteaux de Saint-Cloud. C'est le seul établissement scolaire de France à porter le nom de l'aviateur. À ce titre, il est un symbole puissant de l'amitié franco-brésilienne.
D'abord consacré aux formations de secrétariat, de comptabilité et de commerce, le lycée intègre, à partir de 1973, le lycée intègre une formation en cuisine-restaurant qui fait en grande partie sa réputation d'aujourd'hui.
Six importantes manifestations ont ponctué la vie de l'établissement :
- 8 décembre 1967 : ouverture conjointe de l'établissement et de l'American School of Paris, sous la houlette de la mairie de Saint-Cloud

- 20 octobre 1973 : baptême civil de l'établissement (qui porte le nom de Santos-Dumont depuis déjà deux ans !) en présence de Pierre Mazaud, ministre de la jeunesse et des sports, de Aurelio de Lira Tavares, Ambassadeur du Brésil, de Charles Pasqua, président du Conseil général des Hauts-de-Seine, et de Jean-Pierre Fourcade, maire de Saint-Cloud.

- 12 novembre 1993 : inauguration des bâtiments rénovés sous le haut patronage de Michel Giraud, ministre du travail, président du Conseil régional, en présence de Jean-Pierre Fourcade, 1er président du Conseil Régional, de Bernard Cuny, maire de Saint-Cloud et de Carlo Alberto Leite Barbosa, ambassadeur du Brésil.

- 3 mars 2017 : ouverture de l'année du 50e anniversaire, en présence de M. Fourcade, ancien ministre, ancien maire de Saint-Cloud, M. Berdoati, maire de Saint-Cloud, M. Gabriel, Conseiller régional et M. Wuillamier, Directeur académique des services de l'éducation nationale.

- 8 décembre 2017 : clôture de l'année du cinquantenaire, au théâtre des 3 Pierrots de Saint-Cloud, en présence du maire de la ville, d'un représentant de l'ambassade des États-Unis, d'un représentant de l'ambassade du Brésil et d'une représentante du Recteur de l'Académie de Versailles

- 28 mars 2018 : dévoilement de la plaque du cinquantenaire offerte par la Force aérienne brésilienne (Força Aérea Brasileira, FAB), en présence de l'Ambassadeur du Brésil en France, M. Paulo César de Oliveira Campos

Au printemps 2020, comme tous les établissements scolaires de France, le lycée Santos-Dumont ferme ses portes dans le cadre de la pandémie de Covid-19. Mais si la forme scolaire traditionnelle disparait, l'École, elle, se maintient, assurant la continuité de la transmission du savoir. C'est de cette aventure pédagogique et humaine exceptionnelle dont témoigne l'ouvrage L’École à distance, journal de bord du lycée Santos-Dumont au temps de confinement et du déconfinement..

## Formation

### Formations dispensées
Le lycée Santos-Dumont est un lycée polyvalent, à la fois professionnel et technologique.
Labellisé « Lycée des métiers » par le ministère de l'Éducation nationale dès 2001, il accueille sous statut  scolaire ou statut d'apprentissage des élèves de CAP et bac professionnel ainsi que des étudiants de BTS et de licence professionnelle et des stagiaires de la formation continue du Greta des Hauts-de-Seine. Longtemps partenaire du CFA Trajectoire et du CFA AGEFA-PME, il est désormais rattaché pour la partie apprentissage au CFA académique du rectorat de Versailles et lié par convention, pour la licence professionnelle, à CY Cergy Paris Université.
Pour sa partie hôtellerie, il est membre du réseau d'établissements constituant l’École Hôtelière de Versailles  et rattaché au Campus d'excellence Versailles, Patrimoine et artisanat d'excellence .

### Nombre d'élèves
Le collège ne comptait que 80 élèves l'année de son ouverture. L'effectif a cependant rapidement augmenté, pour atteindre le nombre de 450. Dans les années 2000, avec le développement des formations dans le cadre du lycée des métiers, il a encore cru pour s'établir à près de 900 élèves, dont environ 250 en hôtellerie-restauration.

### Prise en compte du handicap
Durant ses premières années d'existence, l'établissement a accueilli une section d'élèves amblyopes (mal-voyants). Depuis 2013, il dispose d'une unité localisée pour l'inclusion scolaire (ULIS) professionnelle, dispositif d'enseignement adapté aux élèves souffrant de troubles cognitifs.

## Direction
De septembre 2015 à septembre 2021, le chef d'établissement est Paul Baquiast,, qui succède à Jean-François Angenard (2008-2015), Pierre Vincent (2002-2008), Lionel Quesnel (1991-2002), Ginette Hemery (1983-1991) et Christiane Venot (1967-1983). De septembre 2021 à septembre 2024, la proviseure est Audrey Fouillard. Jean-Jacques Goineau lui succède en septembre 2024.

## Création d'entreprise
Chaque année sont créées des mini-entreprises par les élèves encadrés de leurs enseignants. Pendant l'année scolaire 2015/2016, quelques étudiants en BTS assistant de gestion ont créé la mini-entreprise S'M (comme semer, s'aimer, essaimer) fabriquant et commercialisant une petite série de produits écologiques et poétiques. Ces élèves ont présenté leur entreprise au concours national des mini-entreprises de l'association Entreprendre pour apprendre. Les profits réalisés ont été reversés à l'association Envol Vert qui lutte contre la déforestation.

## Anciens élèves et professeurs

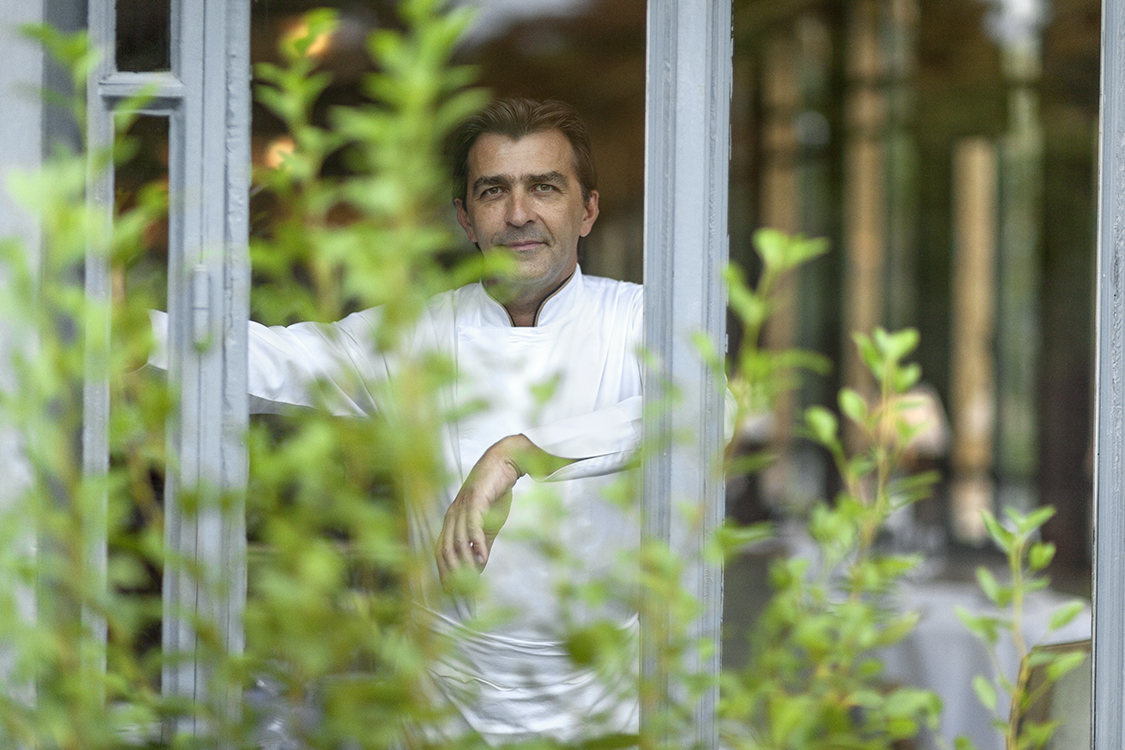
Yannick Alléno

Parmi les anciens élèves, on compte le célèbre chef triplement étoilé Yannick Alléno. Il reste au lycée durant les deux années de son BEP cuisine entre 1984 et 1986. Il termine l'année scolaire 1985/1986 premier de sa promotion.
On compte également Alexandre Mazzia, trois étoiles au guide Michelin en 2021, installé à Marseille avec le restaurant AM.
Parmi les anciens professeurs, Jean-Yves Corvez, qui a animé sur M6 les émissions Oui chef !, avec Cyril Lignac, en 2005, puis Madame le chef, avec Hermance Carro en 2006.